# Juan Pilars
Juan Pilars († 1521 in Cagliari) war ein italienischer Bischof.

## Biographie
Er wurde am 7. Juli 1503 zum Bischof und am 9. Januar 1514 zum Erzbischof von Cagliari auf Sardinien geweiht. 
Vermutlich stammte Juan Pilars von der spanischen Familie Pilars aus Saragossa ab. Eine andere Hypothese vermutet eine Herkunft des Geistlichen aus dem damals ebenso habsburgischen Böhmen.